# Königstraße 28

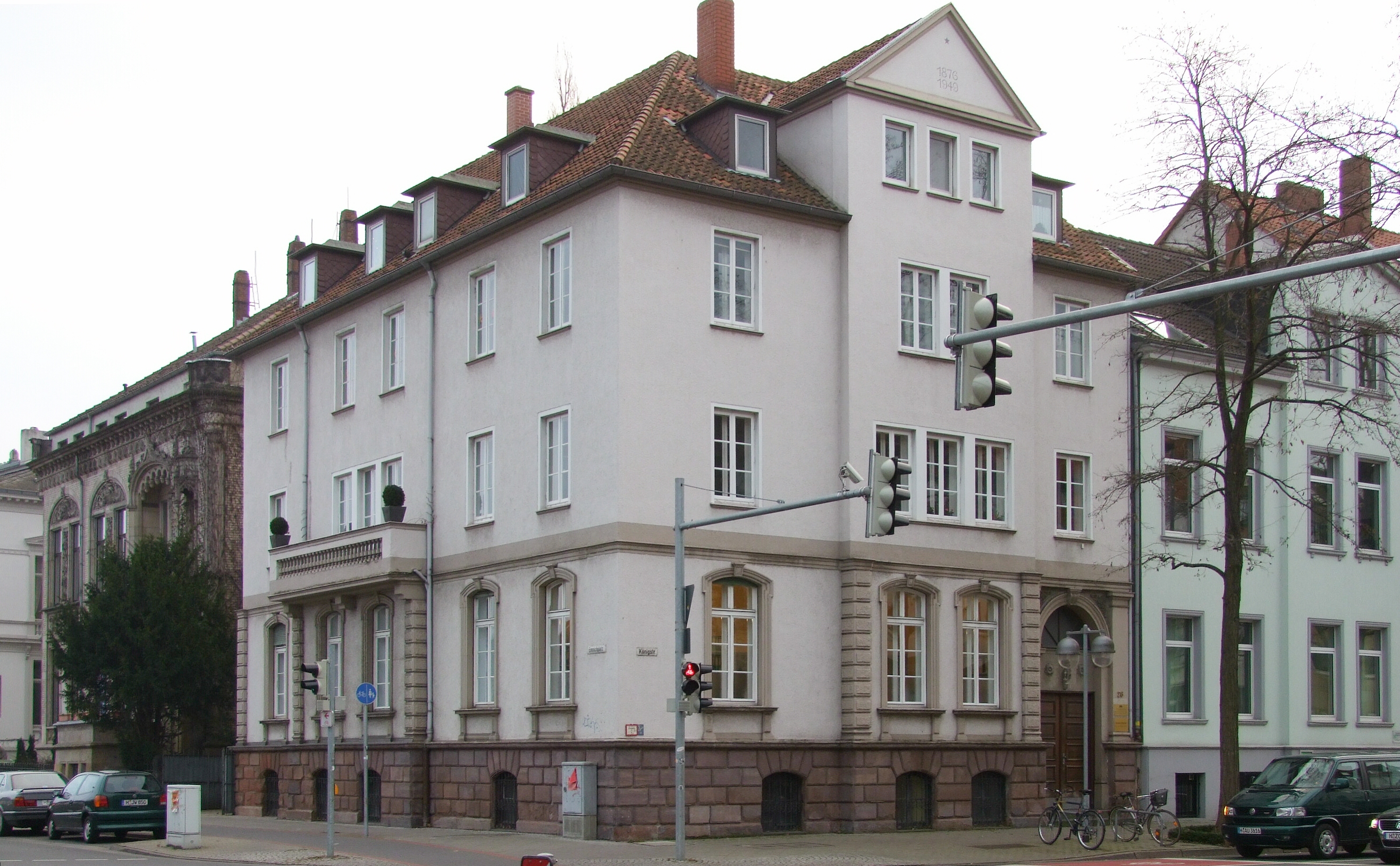
Haus Königstraße 28 Ecke Neues Haus

Das Büro- und Geschäftsgebäude Königstraße 28 in Hannover wurde ursprünglich im Jahr 1876 als Haus Klug nach Plänen des Architekten Friedrich Geb errichtet. Die Baukosten des aus hellem Back- und Sandstein errichteten und mit einem Erker-Turm versehenen Hauses im Stil der Neorenaissance lagen bei rund 240 Mark pro Quadratmeter.

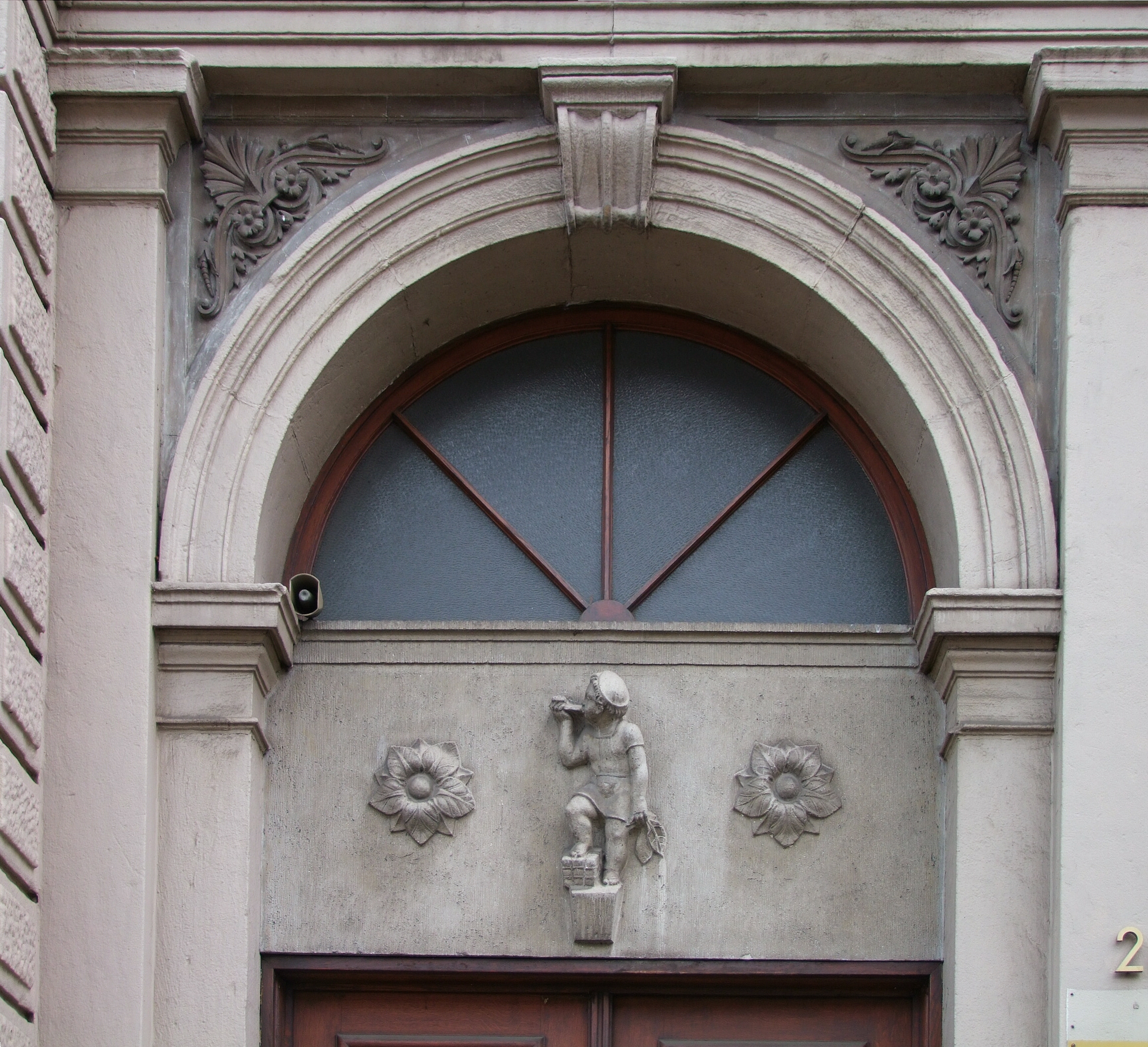
Knäfel-„Tabakmännchen“ von Ludwig Vierthaler

Nachdem die hannoversche Tabakwaren-Großhandlung Albert Knäfel durch die Luftangriffe auf Hannover im Zweiten Weltkrieg ihren Geschäftssitz im Haus Am Bartelshofe 4 verloren hatte, erwarben die Eigentümer das ebenfalls durch Fliegerbomben zur Ruine gewordene Grundstück Königstraße 28. In der frühen Nachkriegszeit ließ die Firma das Geschäftshaus nach der Währungsreform von 1948 bis 1949 wieder aufbauen. Anders als vergleichbare zeitgenössische Gebäude wurde der neue Geschäftssitz an den Fassaden mit künstlerischen Elementen ausgestattet, wie verschiedene Zeitungen berichteten. Die über dem Hauseingang angebrachte Figur des Pfeife rauchenden „Tabakmännchens“, geschaffen von dem Bildhauer Ludwig Vierthaler, war zugleich Sinnbild als auch Hauswappen des Tabakgroßhandels Albert Knäfel.